# Rio Allegheny
O Allegheny é um rio da Pensilvânia e Nova Iorque, nos Estados Unidos. Nasce no Condado de Potter, Pensilvânia, fazendo ziguezague ao noroeste dentro de Nova Iorque se devolvendo ao interior da Pensilvânia e se unindo com o Rio Monongahela para formar o Rio Ohio, em Pittsburgh.
Possui 523 km de curso, seus principais afluentes são os rio Clarion, o Rio Kiskiminetas e o Frennch Creek. Há várias represas que fazem com que o rio seja navegável de Pittsburgh ao leste de Brasdy.